# 사비에르 몬살바헤

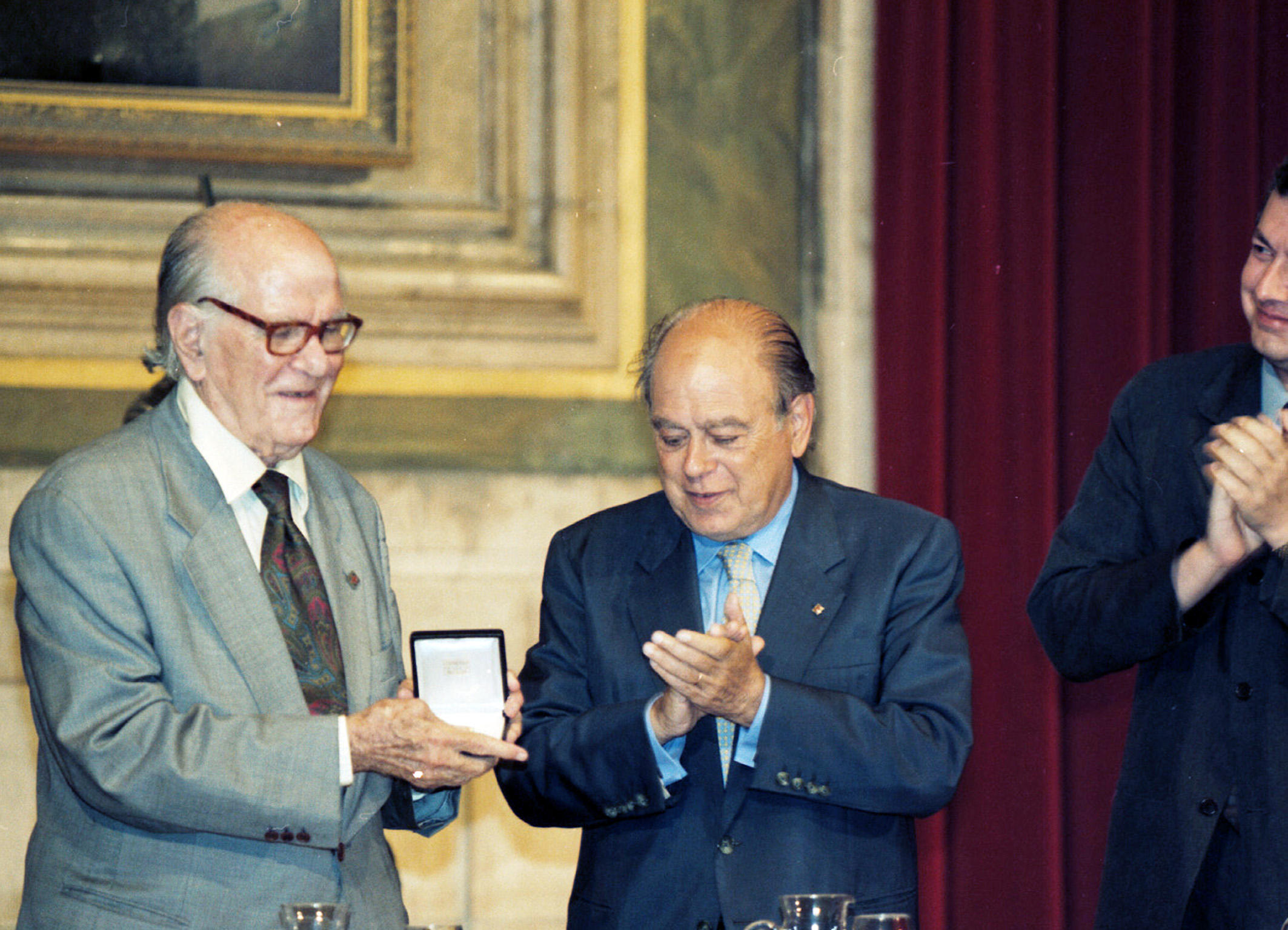

샤비에 몬살바저 이 바쏠스 (Xavier Montsalvatge i Bassols, 1912년 3월 11일 ~ 2002년 5월 7일)는 스페인의 작곡가이자 음악 비평가이다. 그는 20세기 후반의 카탈루냐 음악에 있어 영향력 있는 인물이었다.
1912년 지로나에서 태어났다. 바르셀로나 음악원에서 바이올린과 작곡을 공부했으며, 스페인 내전 이후에 음악 비평가로 활동했다. 1978년에는 작곡을 가르치는 교수가 되었다. 그의 음악에는 몇 차례 변화가 나타나는데, 초기에는 12음주의와 바그너의 영향을, 이후에는 앤틸리스 음악의 영향을 받았다. 또한 올리비에 메시앙과 조르주 오리크와의 만남은 그의 작곡에 큰 변화를 주었다. 후기에는 전위 예술의 영향을 받는다.